# Oecetis marquesi
Oecetis marquesi là một loài Trichoptera trong họ Leptoceridae. Chúng phân bố ở miền Tân bắc.